# سلطنت ادواردز
ریگن ادواردز (انگلیسی: Reign Edwards؛ زاده ۱ دسامبر ۱۹۹۶) یک هنرپیشه اهل ایالات متحده آمریکا است. او بیشتر برای بازی در نقش نیکول آوانت در سریال سی‌بی‌اس جسور و زیبا شناخته می شود.